# Micropora elegans
Micropora elegans är en mossdjursart som beskrevs av Maplestone 1901. Micropora elegans ingår i släktet Micropora och familjen Microporidae. Inga underarter finns listade i Catalogue of Life.